# Pianka and Her Lions
Pour plus de détails, voir Fiche technique et Distribution.
Pianka and Her Lions est un film américain muet et en noir et blanc sorti en 1899.

## Synopsis
Le film montre une dresseuse et ses lions.

## Fiche technique
- Titre : Pianka and Her Lions
- Réalisation :
- Production : Siegmund Lubin
- Pays :  États-Unis
- Genre : Documentaire
- Durée :
- Dates de sortie : 
  -  États-Unis : 23 décembre 1999